# David Fincher
Vous lisez un « bon article » labellisé en 2022.
Pour les articles homonymes, voir Fincher.
David Fincher (/ˈdeɪvɪd fɪntʃɚ/), né le 28 août 1962 à Denver (Colorado), est un réalisateur et producteur américain.
Ses films, principalement des thrillers psychologiques et des drames biographiques, ont obtenu quarante nominations aux Oscars du cinéma. Il a été nommé à trois reprises pour l'Oscar du meilleur réalisateur.
David Fincher se passionne très tôt pour le cinéma. Il réalise de nombreux clips vidéo, notamment Express Yourself (1989) et Vogue (1990) de Madonna, qui lui valent tous deux le MTV Video Music Award de la meilleure réalisation. Il réalise son premier long métrage en 1992 avec Alien 3, qui reçoit des critiques mitigées. Son film suivant, le thriller Seven (1995), reçoit un meilleur accueil. Fincher rencontre ensuite un succès mitigé avec The Game (1997) et Fight Club (1999), bien que celui-ci acquière par la suite un statut de « film culte ». En 2002, il revient sur le devant de la scène avec le thriller Panic Room, avec Jodie Foster.
Fincher réalise aussi Zodiac (2007), The Social Network (2010), Millénium : Les Hommes qui n'aimaient pas les femmes (2011) et Mank (2020). Pour The Social Network, il remporte le Golden Globe de la meilleure réalisation et le BAFTA de la meilleure réalisation. Ses plus grands succès commerciaux sont L'Étrange Histoire de Benjamin Button (2008) et Gone Girl (2014), qui rapportent tous deux plus de 300 millions de dollars dans le monde. Le premier obtient treize nominations aux Oscars et onze aux BAFTA.
Réputé pour son perfectionnisme, il peut tourner un très grand nombre de prises de ses plans et séquences afin d'obtenir le rendu visuel qu'il désire. David Fincher est également producteur délégué et réalisateur des séries Netflix House of Cards (2013-2018) et Mindhunter (2017-2019). Il remporte ainsi le Primetime Emmy Award de la meilleure réalisation pour une série télévisée dramatique pour l'épisode pilote de House of Cards. David Fincher est l'un des fondateurs de Propaganda Films, une société de production de films, de publicités télévisées et de clips musicaux.

## Biographie

### Jeunesse
David Andrew Leo Fincher, est né le 28 août 1962 à Denver, Colorado (États-Unis). Sa mère, Claire Mae (née Boettcher), est une infirmière psychiatrique du Dakota du Sud et travaille dans des programmes de désintoxication. Son père, Howard, connu sous le nom de Jack Fincher, est un auteur de l'Oklahoma qui travaille en tant que journaliste et chef de service pour le magazine Life,,. À l'âge de deux ans, David et sa famille déménagent à San Anselmo, en Californie. Le réalisateur George Lucas est alors un de ses voisins. Fasciné par le cinéma et notamment par le western Butch Cassidy et le Kid (Butch Cassidy and the Sundance Kid, 1969), Fincher commence à réaliser des films avec une caméra 8 mm,. Il déclare à ce sujet :

« J'avais huit ans et j'ai vu un documentaire sur le tournage de Butch Cassidy et le Kid. Il ne m'était jamais venu à l'esprit que les films ne se déroulaient pas en temps réel. Je savais qu'ils étaient truqués, je savais que les gens jouaient la comédie, mais il ne m'était jamais venu à l'esprit qu'il fallait, bon sang, quatre mois pour faire un film ! On y voyait toute la compagnie avec tous ces chevaux de location et ces remorques mobiles pour tourner une scène sur le toit d'un train. Ils engageaient quelqu'un qui ressemblait à Robert Redford pour sauter sur le train. Je n'ai jamais pensé qu'il y avait des heures entre chacune de ces prises. Le cirque proprement dit était invisible, comme il se doit, mais en voyant ça, je suis devenu obsédé par l'idée du « comment ? ». C'était le tour de magie ultime. L'idée que 24 photos soient montrées dans une succession si rapide que le mouvement s'en dégage — wow ! Et j'ai pensé qu'il n'y aurait jamais rien d'aussi intéressant à faire dans le reste de ma vie. »,

La famille s'installe ensuite à Ashland, dans l'Oregon, où Fincher obtient son diplôme de fin d'année au lycée Ashland High School. Après l'école, il met en scène des pièces de théâtre et conçoit des décors et des éclairages. Il est aussi projectionniste non syndiqué au Varsity Theatre, ainsi qu'assistant de production à la station d'information télévisée locale, KOBI, à Medford, dans l'Oregon. Il gagne sa vie en travaillant comme plongeur et cuisinier.

### Carrière

#### 1983-1991: premiers travaux
Tout en se familiarisant avec l'industrie cinématographique, David Fincher travaille au studio de John Korty en tant que chef de production. Il acquiert de l'expérience et devient technicien des effets spéciaux, travaillant sur le  film d'animation Twice upon a time (1983) avec George Lucas,. En 1983, il est engagé par la société d'effets spéciaux Industrial Light & Magic, où il travaille comme assistant à la caméra et filme des matte paintings sur des films comme Star Wars, épisode VI : Le Retour du Jedi (Return of the Jedi, 1983) ou Indiana Jones et le Temple maudit (Indiana Jones and the Temple of Doom, 1984),. En 1984, il quitte ILM et tourne une publicité préventive destinée à avertir les femmes enceintes des dangers du tabac pendant leur grossesse. Diffusée à la télévision pour l'American Cancer Society, cette publicité choc qui montre un fœtus en train de fumer attire l'attention des producteurs d'Hollywood et lui permet de réaliser le documentaire sur Rick Springfield The Beat of the Live Drum en 1985. Décidé à faire carrière dans la réalisation, Fincher s'associe avec les producteurs Steve Golin et Sigurjón Sighvatsson et les réalisateurs Dominic Sena, Greg Gold et Nigel Dick pour fonder la société de production Propaganda Films, puis commence à réaliser des publicités et des clips vidéo. Des réalisateurs comme Michael Bay, Antoine Fuqua, Michel Gondry, Spike Jonze, Alex Proyas, Paul Rachman, Mark Romanek, Zack Snyder et Gore Verbinski se forment également chez Propaganda Films avant de se lancer dans le cinéma.
Il réalise des publicités pour de nombreuses entreprises comme Nike, Pepsi, Sony, Converse, Coca-Cola, Revlon ou Levi's, bien qu'il déteste les réaliser,. À partir de 1984, Fincher se lance dans la réalisation de clips vidéos. Il en réalise pour divers artistes, dont les auteurs-compositeurs-interprètes Rick Springfield, Martha Davis, Paula Abdul, le groupe de rock The Outfield et le chanteur de R&B Jermaine Stewart. Le clip de 1990 de Fincher pour Freedom! '90 est l'un des plus réussis de George Michael. Il réalise également Who Is It de Michael Jackson, Janie's Got a Gun d'Aerosmith et Cradle of Love de Billy Idol. Il signe certains des clips les plus emblématiques de Madonna : Express Yourself, Oh Father, Vogue et Bad Girl. Entre 1984 et 1993, Fincher est crédité en tant que réalisateur pour 53 clips musicaux. Il considère la réalisation de clips musicaux comme sa propre « école de cinéma », qui lui a permis d'apprendre à travailler efficacement avec un budget et des délais réduits,.

#### 1992-2000: avancée
En 1990, la 20th Century Fox engage David Fincher pour remplacer Vincent Ward à la réalisation du film d'horreur de science-fiction Alien 3 (1992), son premier long métrage en tant que réalisateur. Il s'agit du troisième volet de la franchise Alien avec Sigourney Weaver. Dès le début de sa production, Alien 3 est entravé par les interventions du studio et les changements opérés sur le scénario,. Fincher subit une certaine pression et de nombreux désaccords avec la production surviennent durant le tournage,. Lors de sa sortie le 22 mai 1992, le film reçoit des critiques mitigées qui le considèrent comme le volet le plus faible de la saga. Peter Travers du magazine Rolling Stone juge le film « audacieux et obsédant », malgré la « lutte de neuf scénaristes » et « l'interférence du studio »,. Le film est nommé à l'Oscar des meilleurs effets visuels et rapporte 159 millions de dollars à travers le monde, dont 55 millions de dollars aux États-Unis,. Des années plus tard, Fincher exprime publiquement son désarroi et renie le film. Dans le livre Director's Cut: Picturing Hollywood in the 21st Century, Fincher reproche aux producteurs leur manque de confiance en lui. Dans une interview accordée au Guardian en 2009, il affirme au sujet d'Alien 3 que « personne ne l'a détesté plus que moi ; à ce jour, personne ne le déteste plus que moi »,.
Après cette déception critique, Fincher évite de lire des scénarios de films ou de réaliser un autre projet. Il se replie brièvement sur la réalisation de publicités et de clips musicaux, notamment le clip de la chanson Love Is Strong des Rolling Stones en 1994, qui remporte le Grammy Award du meilleur clip. Peu de temps après, Fincher décide de revenir dans le monde du cinéma. Il lit le scénario original d'Andrew Kevin Walker pour Seven (1995) et se dit intéressé par le projet, mentionnant notamment la scène finale,. New Line Cinema s'aperçoit que Fincher a lu le scénario dans sa version d'origine, avant qu'il ne soit révisé par Jeremiah S. Chechik, qui avait notamment modifié la scène finale,. Fincher n'étant pas intéressé par cette version révisée, New Line Cinema accepte de conserver la fin d'origine,. Seven raconte l'histoire de deux détectives (joués par Brad Pitt et Morgan Freeman) traquant un tueur en série machiavélique (interprété par Kevin Spacey) dont les meurtres sont liés à l'un des sept péchés capitaux. Seven est accueilli favorablement par la critique et constitue l'un des films les plus rentables de 1995, avec plus de 320 millions de dollars de recettes dans le monde entier,. Dans le magazine Sight and Sound, John Wrathall déclare qu'il s'agit de « la proposition la plus complexe et la plus troublante dans le genre du tueur en série depuis Le Sixième Sens »,. Roger Ebert estime quant à lui que Seven est « l'un des films les plus sombres et les plus impitoyables jamais réalisés par Hollywood »,.
Après Seven, Fincher réalise un clip pour 6th Avenue Heartache des Wallflowers et réalise son troisième long métrage, le thriller The Game (1997), écrit par le duo John Brancato et Michael Ferris. Fincher engage également le scénariste de Seven, Andrew Kevin Walker, pour apporter sa contribution au scénario et le peaufiner. Filmé à San Francisco, The Game suit un riche homme d'affaires (interprété par Michael Douglas) qui accepte de participer à un mystérieux jeu de rôle qui s'intègre à son quotidien qu'il reçoit en cadeau par son frère (joué par Sean Penn) à son anniversaire. Mais très vite, il devient incapable de faire la différence entre le jeu et la réalité. Almar Haflidason de la BBC critique la fin du film, mais fait l'éloge de ses images : « Fincher fait un travail merveilleux en transformant des lieux urbains ordinaires en décors effrayants, où chaque coin de rue est un autre pas vers l'inconnu »,. Lors de la sortie de The Game le 12 septembre 1997, le film reçoit des critiques généralement favorables mais connaît un succès limité au box-office, avec 110 millions de dollars de recettes à travers le monde, dont 48 millions aux États-Unis,,. Quelque temps après, The Game est inclus dans The Criterion Collection.
En août 1997, Fincher accepte de réaliser Fight Club, adapté du roman du même nom écrit par Chuck Palahniuk en 1996. Il s'agit de son deuxième film avec la 20th Century Fox après la production difficile d'Alien 3. La distribution comprend Brad Pitt, Edward Norton et Helena Bonham Carter dans les rôles principaux. Le film raconte l'histoire d'un employé de bureau anonyme souffrant d'insomnie, qui rencontre un vendeur avec qui il forme un club de combat clandestin pour se soigner. La Fox a du mal à promouvoir le film et craint qu'il ne rencontre qu'un public limité. La première de Fight Club a lieu le 15 octobre 1999 aux États-Unis. Le film se solde par un échec au box-office, avec 100,9 millions de dollars de recettes dans le monde pour un budget de 63 millions de dollars. Il suscite une réaction polarisée de la critique à sa sortie, certains le jugeant dangereux comme un critique de la BBC qui le qualifie de « train express violent et dangereux de masochisme et d'agression »,. Cependant, dans les années suivantes, Fight Club devient un film culte, notamment avec sa sortie en DVD. Il est reconnu pour ses thèmes à plusieurs niveaux de lecture et constitue la source d'analyses critiques d'universitaires et de critiques de cinéma,.
En 1999, Fincher est présélectionné par Columbia Pictures pour être l'un des réalisateurs potentiels de Spider-Man (2002), l'adaptation en prises de vues réelles du personnage de bande dessinée du même nom. Le projet de Fincher présente un Spider-Man âgé et avec de l'expérience, devant gérer sa double vie de justicier et de photographe, sur un ton et une mise en scène réalistes, axés sur les personnages et orientés vers le drame. Fincher déclare plus tard à propos de sa proposition : « Je suis allé leur dire ce que je pourrais être intéressé à faire, et ils ont détesté ça ». Sam Raimi est choisi comme réalisateur à la place,.

#### 2001-2010: succès continu

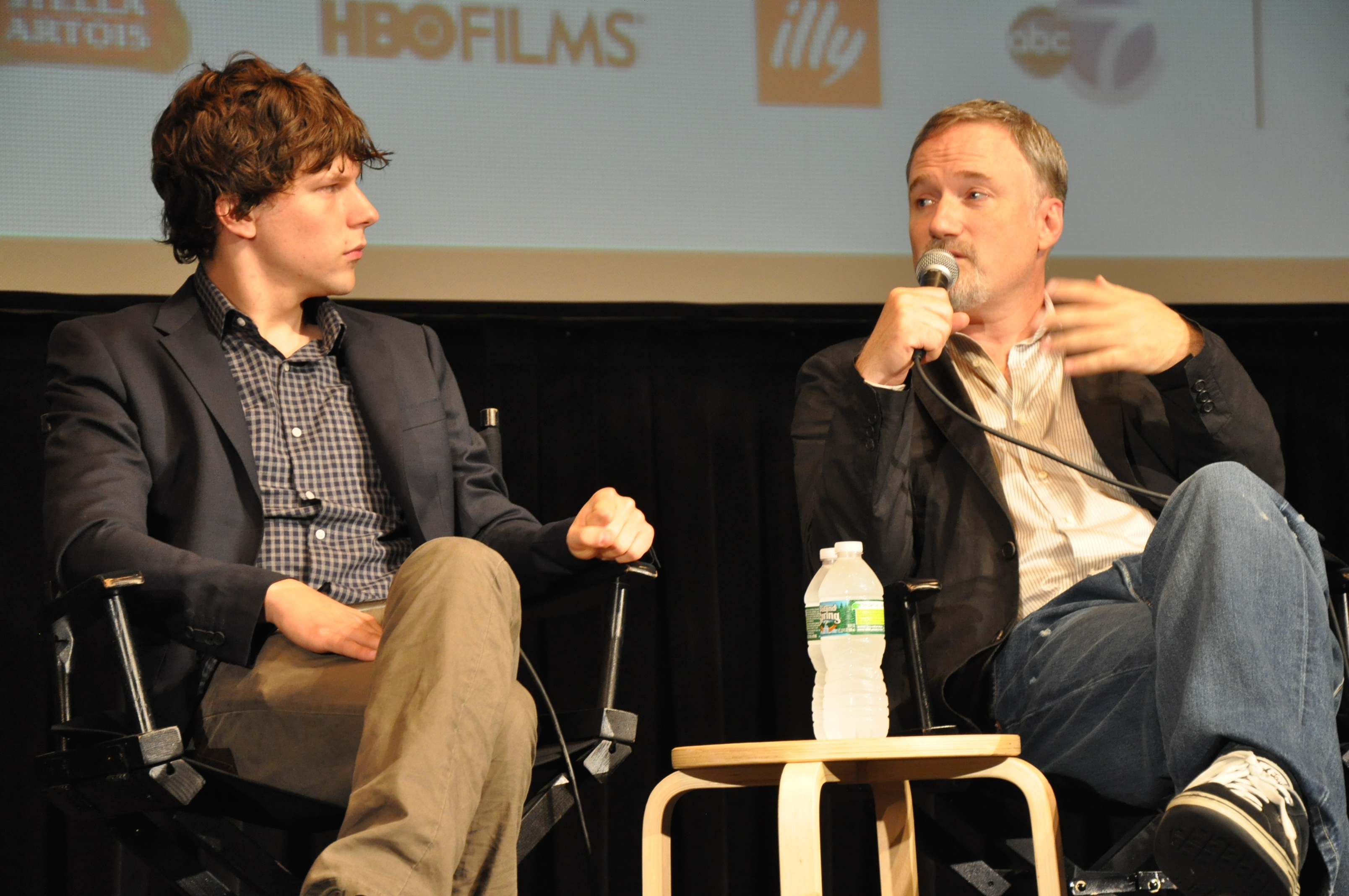
Jesse Eisenberg et David Fincher au Festival du film de New York 2010.

En 2001, Fincher est le producteur délégué de la première saison de The Hire, une série de courts métrages destinés à promouvoir les automobiles BMW. Les films sont diffusés sur Internet la même année. En 2002, Fincher revient au cinéma, avec le thriller intitulé Panic Room. Inspiré d'un scénario de David Koepp, Panic Room suit une mère célibataire et sa fille qui se cachent dans une pièce sécurisée de leur nouvelle maison, lors d'une invasion de domicile par un trio. Interprété par Jodie Foster, Forest Whitaker, Kristen Stewart, Dwight Yoakam et Jared Leto, le film sort en salles le 22 mars 2002, avec un mois de retard. Il est acclamé par la critique et connaît un succès commercial avec 196,4 millions de dollars de recettes dans le monde, dont 96,4 millions de dollars en Amérique du Nord. Mick LaSalle du San Francisco Chronicle fait l'éloge du film pour son « bon degré d'ingéniosité […] pour 88 minutes d'excitation » et la performance convaincante de Foster. Fincher reconnaît que Panic Room est plus grand public que ses précédents films, et le décrit ainsi : « c'est censé être un film pop-corn — il n'y a pas de grandes implications primordiales. Il s'agit juste de survivre »,.
Après cinq ans d'absence et plusieurs projets avortés, Fincher revient le 2 mars 2007 avec Zodiac, un thriller inspiré des livres de Robert Graysmith sur la recherche du Zodiac, un tueur en série qui a sévi en Californie entre 1966 et 1978. Fincher prend connaissance du projet après avoir été approché par le producteur Brad Fischer. Il s'intéresse au projet, le tueur du Zodiaque l'ayant particulièrement marqué durant son enfance. « La patrouille routière suivait nos bus scolaires », se rappelle-t-il. « Je me souviens avoir demandé [à mon père] ce que faisaient ces voitures de policiers qui encadraient nos bus de ramassage scolaire. Il m'avait expliqué qu'un tueur équipé d'un fusil à longue vue envisageait de tuer des enfants qui partaient de bon matin à l'école. J'avais la sensation d'être confronté au mal absolu ». Après des recherches approfondies sur l'affaire avec ses producteurs, Fincher constitue un casting principal composé de Jake Gyllenhaal, Mark Ruffalo, Robert Downey Jr., Anthony Edwards et Brian Cox. C'est le premier film de Fincher à être tourné en numérique, avec une caméra Thomson Viper FilmStream HD. Toutefois, des caméras de cinéma à haute vitesse sont utilisées pour certaines scènes de meurtre. Présenté en compétition officielle pour la Palme d'or au festival de Cannes 2007, Zodiac reçoit des critiques positives, apparaissant dans plus de deux cents listes des dix meilleurs films de l'année,. Malgré tout, le film connaît des difficultés au box-office américain, avec seulement 33 millions de dollars de recettes, échec compensé par les 51,7 millions de dollars de recettes dans le reste du monde, portant les recettes mondiales à 85 millions de dollars, bilan plutôt mitigé. Malgré une campagne menée par Paramount Pictures, le film n'est nommé ni aux Oscars ni aux Golden Globes.
En 2008, Fincher est pressenti pour réaliser une adaptation cinématographique du roman de science-fiction Rendez-vous avec Rama (Rendezvous with Rama, 1973) d'Arthur C. Clarke, mais il déclare que le film ne va probablement pas être réalisé en raison de problèmes liés au scénario. Son projet suivant est L'Étrange Histoire de Benjamin Button (The Curious Case of Benjamin Button, 2008), une adaptation de la nouvelle du même nom de 1923 de F. Scott Fitzgerald. Centré sur un homme qui naît dans le corps d'un vieillard et qui va rajeunir jusqu'à sa mort, ce drame romantique marque la troisième collaboration de Fincher avec Brad Pitt, qui joue ici aux côtés de Cate Blanchett. Le budget du film est estimé à 167 millions de dollars, avec des effets visuels très coûteux utilisés pour le personnage de Pitt. Le tournage débute en novembre 2006 à La Nouvelle-Orléans, profitant de la politique de soutien au cinéma de la Louisiane. Le film sort en salles le 25 décembre 2008 aux États-Unis et connaît un succès critique et commercial. Avec un budget initial de 150 millions de dollars, le film rapporte plus de 335 millions à travers le monde. Dans le journal USA Today, Claudia Puig fait l'éloge de ce récit « gracieux et poignant », bien qu'il soit « trop long et pas aussi impliquant émotionnellement qu'il pourrait l'être »,. Le film reçoit treize nominations aux Oscars lors de la 81e cérémonie des Oscars, dont celles du meilleur film, du meilleur réalisateur pour Fincher, du meilleur acteur pour Pitt et de la meilleure actrice dans un second rôle pour Taraji P. Henson. Le film remporte finalement trois Oscars, pour les meilleurs décors, les meilleurs maquillages et coiffures et les meilleurs effets visuels.
Fincher revient en 2010 avec The Social Network. Adapté par Aaron Sorkin du livre The Accidental Billionaires de Ben Mezrich, ce drame biographique retrace la création du réseau social Facebook par Mark Zuckerberg et les batailles juridiques auxquelles il est confronté. Les acteurs Jesse Eisenberg, Andrew Garfield, Justin Timberlake, Armie Hammer, Max Minghella ou encore Rooney Mara font partie de la distribution. Le tournage débute en octobre 2009 à Cambridge, dans le Massachusetts, un an avant la sortie du film. Fincher convainc Trent Reznor du groupe Nine Inch Nails de composer la musique du film, marquant la première de leurs cinq collaborations. The Social Network est un succès commercial, rapportant 224,9 millions de dollars de recettes dans le monde. Lors de la 83e cérémonie des Oscars, le film est nommé huit fois et remporte trois prix, dont l'Oscar de la meilleure musique de film pour Trent Reznor et Atticus Ross. Le film remporte aussi les prix du meilleur scénario adapté et du meilleur montage. Le film reçoit également les prix du meilleur film dramatique, de la meilleure réalisation, du meilleur scénario et de la meilleure musique de film lors de la 68e cérémonie des Golden Globes. De nombreux critiques critiques saluent le scénario du film, comme Roger Ebert qui qualifie les dialogues d'« envoûtants » et estime qu'ils rendent « une histoire impossible à raconter claire et fascinante »,.

#### Depuis 2011: cinéaste établi

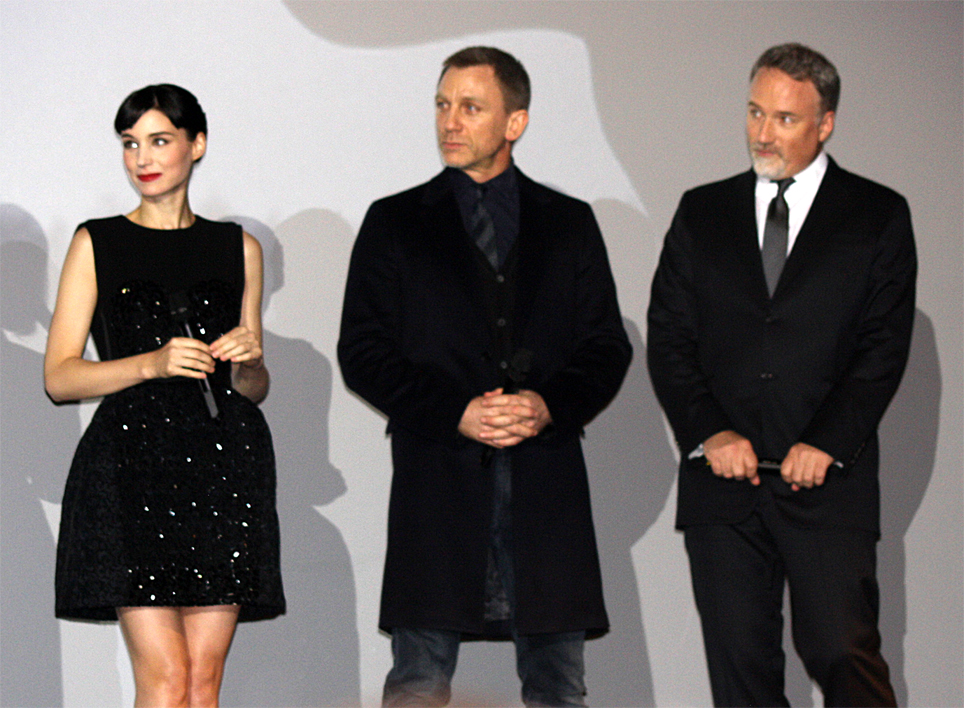
David Fincher aux côtés de Daniel Craig et Rooney Mara, à la première parisienne de Millénium : Les Hommes qui n'aimaient pas les femmes, en janvier 2012.

Après le succès de The Social Network, Fincher revient en 2011 avec Millénium : Les Hommes qui n'aimaient pas les femmes (The Girl with the Dragon Tattoo). Ce thriller psychologique est adapté du roman de l'écrivain suédois Stieg Larsson déjà adapté au cinéma dans Millénium, film suédo-danois de Niels Arden Oplev sorti en 2009. Le scénariste Steven Zaillian passe trois mois à analyser le roman, à rédiger des notes et à supprimer des éléments pour obtenir une durée convenable. Avec Daniel Craig dans le rôle du journaliste Mikael Blomkvist et Rooney Mara dans celui de Lisbeth Salander, le film suit l'enquête de Blomkvist pour élucider ce qui est arrivé à une femme issue d'une famille aisée disparue il y a quarante ans. Pour respecter le cadre du roman, le film est tourné principalement en Suède. Lors de sa sortie le 21 décembre 2011, le film reçoit des critiques généralement positives, selon l'agrégateur de critiques Metacritic. A. O. Scott du New York Times estime que « Fincher crée une ambiance convaincante de menace politique et de désespoir moral », et qualifie la bande-son, à nouveau composée par Trent Reznor et Atticus Ross, de « troublante et puissante »,. Philip French, du Guardian, fait l'éloge des « détails authentiques et excentriques » de l'adaptation. Millénium : Les Hommes qui n'aimaient pas les femmes reçoit cinq nominations aux Oscars, dont celle de la meilleure actrice pour Rooney Mara, et remporte le prix du meilleur montage. En 2012, Fincher signe un contrat de premier regard avec Regency Enterprises.
En 2013, David Fincher se lance dans la série télévisée avec House of Cards, qu'il développe et coproduit avec l'acteur Kevin Spacey. House of Cards est une adaptation écrite intégralement par le scénariste Beau Willimon, à partir du roman du même nom de Michael Dobbs et de la mini-série britannique qui s'en inspire. On y suit l'histoire de Frank Underwood (Kevin Spacey), un homme politique américain dont l'ambition est de devenir Président des États-Unis, et accompagné d'une épouse (incarnée par Robin Wright) aussi déterminée. Les deux premiers épisodes sont réalisés par David Fincher. La première saison de 13 épisodes est diffusée à partir du 1er février 2013 aux États-Unis sur Netflix. La série reçoit des critiques positives et obtient neuf nominations aux Emmy Awards, dont celle de la meilleure série dramatique. Fincher remporte quant à lui le Primetime Emmy Award de la meilleure réalisation pour une série télévisée dramatique pour le premier épisode. Il réalise en parallèle un clip vidéo pour la première fois depuis 2005, celui de la chanson Suit & Tie de Justin Timberlake et Jay-Z, qui remporte le Grammy Award du meilleur clip. Fincher envisage pendant un temps d'adapter au cinéma le livre Columbine de Dave Cullen, déjà adapté au théâtre en 2014, et qui a pour sujet la fusillade de Columbine. L'idée est cependant abandonnée en raison de la nature sensible du sujet. La même année, Fincher signe un accord avec HBO pour trois séries télévisées : Utopia (une adaptation de la série britannique, écrite par Gillian Flynn), Shakedown, et Videosyncrazy. En août 2015, des conflits d'ordre budgétaire entre lui et la chaîne en interrompent la production. Trois ans plus tard, en 2018, Utopia est reprise par Amazon Studios, avec Gillian Flynn au poste de créatrice.

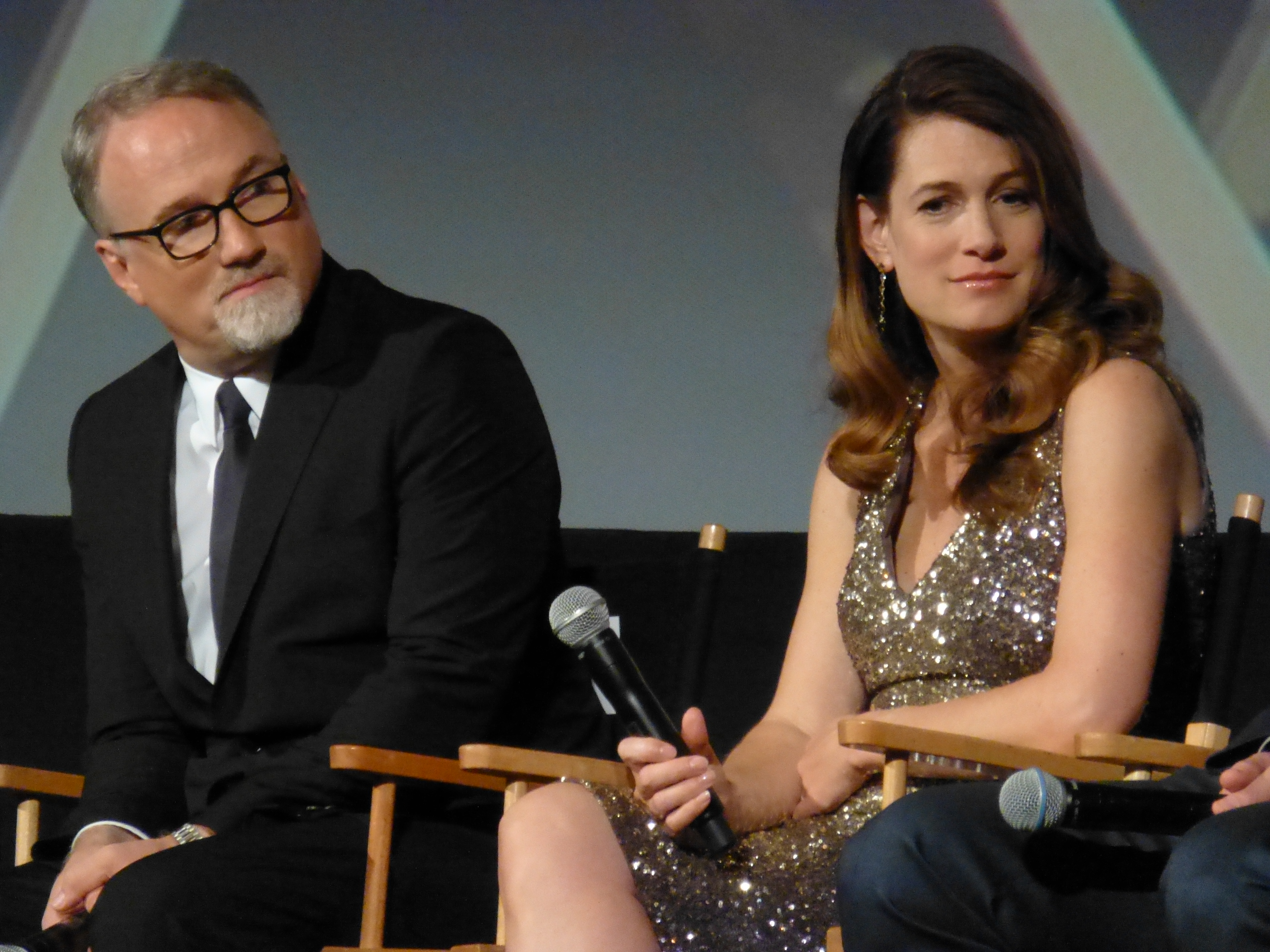
Avec la scénariste Gillian Flynn, à la première new-yorkaise de Gone Girl, au festival du film de New York 2014.

En janvier 2013, David Fincher est pressenti pour réaliser l'adaptation cinématographique du roman Les Apparences (Gone Girl) de Gillian Flynn, dont les droits appartiennent à la 20th Century Fox,. Il rencontre même Flynn pour discuter de son intérêt pour le projet avant qu'un réalisateur ne soit sélectionné. Après l'annulation de son projet d'adaptation de Vingt Mille Lieues sous les mers, le réalisateur se concentre donc sur ce film. Le tournage de Gone Girl débute en septembre 2013. Ben Affleck et Rosamund Pike y tiennent les rôles principaux. Situé dans le Missouri, l'histoire commence comme un mystère qui suit les événements entourant Nick Dunne (Affleck), qui devient le principal suspect dans la disparition soudaine de sa femme Amy (Pike). Le film sort aux États-Unis le 3 octobre 2014 et connaît un important succès critique et commercial. Avec un budget initial de 61 millions de dollars, le film rapporte plus de 368 millions de dollars de recettes à travers le monde dont 167 millions aux États-Unis, en faisant le plus gros succès de David Fincher au box-office et l'un des films les plus lucratifs de 2014,. Écrivant pour le site web Salon, Andrew O'Hehir fait l'éloge de la « formidable distribution d'ensemble qui s'imbrique à merveille », ajoutant : « la maîtrise technique de l'image, du son et des décors pour laquelle Fincher est légitimement célèbre se retrouve ici aussi »,. Gone Girl est nommé et récompensé à de nombreux prix : Pike est ainsi nommée à l'Oscar de la meilleure actrice tandis que Fincher reçoit sa troisième nomination au Golden Globe de la meilleure réalisation.
Bien avant l'adaptation cinématographique de Brian De Palma en 2006, David Fincher voulait adapter le roman Le Dahlia noir de James Ellroy, avec Tom Cruise en tête d'affiche. Finalement, le projet ne se concrétise pas, tout comme un projet d'adaptation de la bande dessinée de Luc Jacamon et Matz, Le Tueur. Cependant Matz et David Fincher gardent contact et lorsqu'ils obtiennent l'autorisation de James Ellroy lui-même, ils décident d'adapter Le Dahlia noir en bande dessinée, éditée en France par Casterman en 2013.
En 2017, David Fincher revient à la série avec Mindhunter dont il réalise plusieurs épisodes. Il en est également l'un des producteurs délégués, avec sa femme Ceán Chaffin, Charlize Theron et Josh Donen. La série s'inspire de l'ouvrage Mindhunter : Dans la tête d'un profileur (Mind Hunter: Inside the FBI's Elite Serial Crime Unit) de John E. Douglas et Mark Olshaker. Elle retrace le parcours de deux agents du FBI, Holden Ford (interprété par Jonathan Groff) et Bill Tench (Holt McCallany), qui décident de mener une enquête aux méthodes révolutionnaires à la fin des années 1970. Ils interrogent alors des tueurs en série afin de mieux cerner leurs personnalités et ainsi pouvoir résoudre des affaires criminelles. La première saison comprenant 10 épisodes, dont quatre réalisés par David Fincher, est diffusée sur Netflix à partir du 13 octobre 2017. Il exprime également son intérêt pour réaliser éventuellement une troisième saison de Mindhunter, dont la production est suspendue en 2020. En 2023, Fincher confirme que Netflix ne produira pas une troisième saison de Mindhunter : « Je suis très fier des deux premières saisons. Mais c'est une série très coûteuse et, aux yeux de Netflix, nous n'avons pas attiré suffisamment de spectateurs pour justifier un tel investissement [pour la saison 3] »,.
En juin 2017, Jim Gianopulos de Paramount Pictures annonce qu'une suite à World War Z est « en développement avancé » avec Fincher et Brad Pitt. Les producteurs Dede Gardner et Jeremy Kleiner déclarent que Fincher devrait la réaliser en juin 2019. Cependant, en février 2019, Paramount annule le projet. À partir de 2019, Fincher est producteur délégué de Love, Death & Robots, une web-série d'animation de science-fiction pour Netflix. En juillet 2019, le réalisateur signe pour réaliser Mank, un biopic sur le scénariste de Citizen Kane, Herman J. Mankiewicz, interprété par Gary Oldman. Mank bénéficie d'une sortie limitée en salles le 13 novembre 2020, et sort sur Netflix le 4 décembre. Le film reçoit dix nominations aux Oscars, et en remporte deux, l'Oscar de la meilleure photographie et celui des meilleurs décors.
Fincher est également producteur délégué de la série Voir, sortie en 2021 sur Netflix. En 2022, il fait sa première incursion dans l'animation en réalisant un épisode de la troisième saison de Love, Death & Robots. L'épisode s'intitule Mauvais voyage (Bad Travelling) et est écrit par le scénariste de Seven, Andrew Kevin Walker.

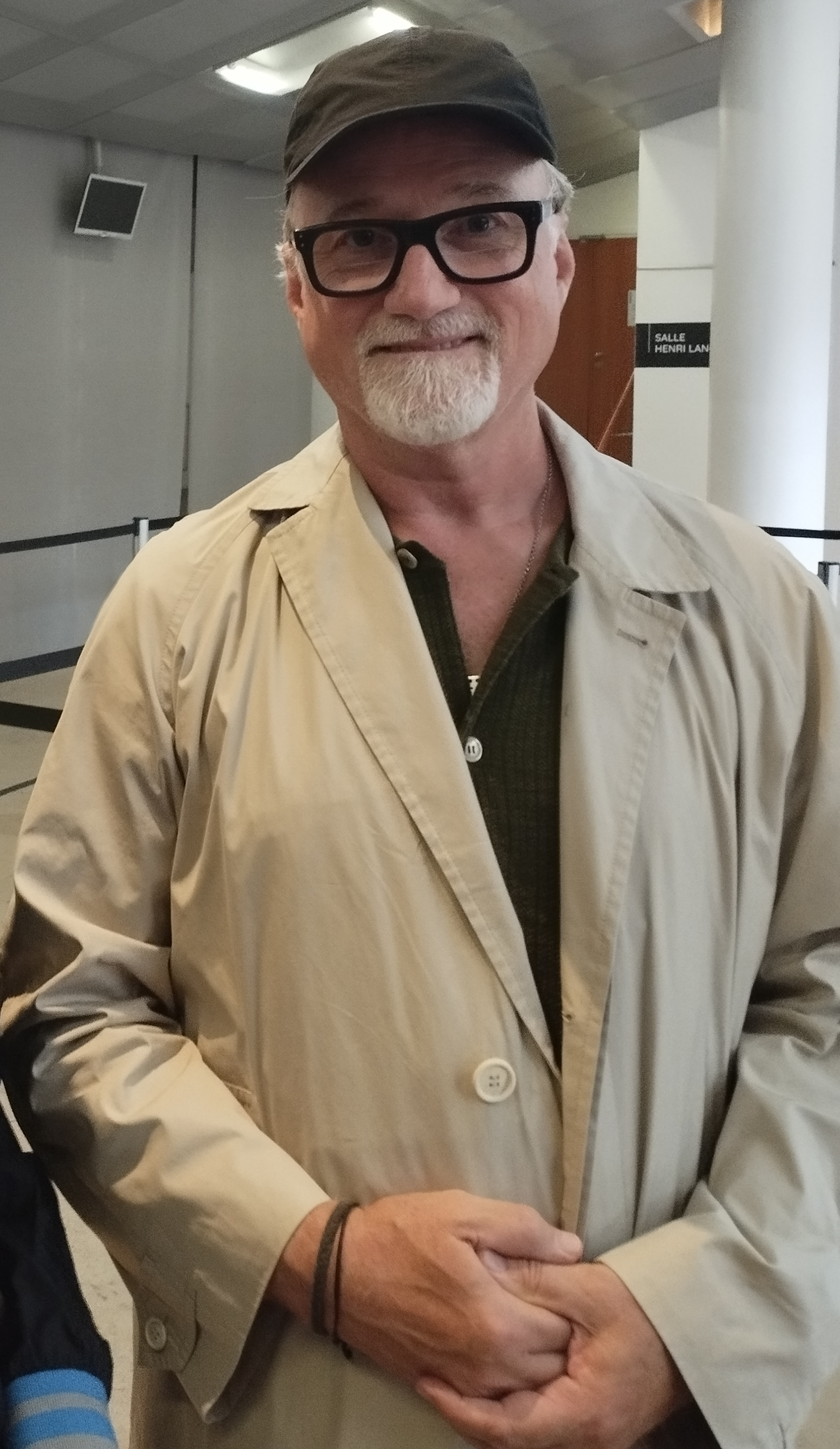
David Fincher dans le hall de la Cinémathèque française, en octobre 2023.

Il est annoncé en février 2021 que David Fincher va réaliser The Killer pour Netflix, dont la sortie est prévue pour 2022. Écrit par Andrew Kevin Walker et interprété par Michael Fassbender, The Killer est une adaptation de la série de bandes dessinées française Le Tueur, écrite par Matz et dessinée par Luc Jacamon. Le film est présenté en compétition à la Mostra de Venise 2023 où il reçoit de bonnes critiques mais ne remporte aucun prix.
En 2025, Fincher annonce qu'il va réaliser The Adventures of Cliff Booth, suite directe de Once Upon a Time... in Hollywood de Quentin Tarantino. Celui-ci est également à la production et au scénario tandis que Brad Pitt reprend le rôle de Cliff Booth qui cette fois-ci sera le rôle principal.

### Vie privée
De 1990 à 1995, David Fincher est marié avec Donya Fiorentino,, avec qui il a eu une fille, Phelix Imogen, née en 1994. Il est marié depuis 1996 à la productrice Ceán Chaffin.

## Analyse

### Influences
David Fincher n'a pas fait d'école de cinéma, mais cite Alfred Hitchcock comme une influence majeure, ainsi que les cinéastes Martin Scorsese, George Roy Hill et Alan J. Pakula. Parmi ses films préférés figurent : Les hommes du président (All the President's Men, 1976), Taxi Driver (1976), Fenêtre sur cour (Rear Window, 1954), Zelig (1983), La Barbe à papa (Paper Moon, 1973), Lawrence d'Arabie (Lawrence of Arabia, 1962), American Graffiti (1973), Le Lauréat (The Graduate, 1967), Les Dents de la mer (Jaws, 1975) et Rencontres du troisième type (Close Encounters of the Third Kind, 1977),. Fincher a laissé entendre que Panic Room est une combinaison de « Fenêtre sur cour et de Les Chiens de paille (Straw Dogs, 1971) »,. Pour Seven, Fincher et le directeur de la photographie Darius Khondji se sont inspirés des films French Connection (The French Connection, 1971) et Klute (1971), ainsi que de l'œuvre du photographe Robert Frank. Fincher a également cité le graphiste Saul Bass comme source d'inspiration pour les génériques de ses propres films. Bass a conçu de nombreux génériques pour des réalisateurs de renom, notamment Alfred Hitchcock et Stanley Kubrick.

### Méthode
« Ce sont les moments où le cinéma n'est pas comme la littérature, ni comme le théâtre, ni comme la performance, ni comme la sculpture. C'est vraiment une discipline à part entière. Il n'y a rien de tel dans ces moments où l'on se dit, wow, voilà une intention qui n'a probablement jamais été envisagée par l'auteur du livre. Et pourtant, cette personne, qui n'a peut-être même pas lu la source, a trouvé cette chose. Pour moi, après la prévisualisation, c'est la partie la plus excitante de tout le processus. »,

— David Fincher sur les heureux incidents survenant au cours de la réalisation d'un film.
La production des films de Fincher commence toujours par une recherche et une préparation approfondies, bien qu'il ait déclaré que le processus est différent à chaque fois. « J'aime lire un scénario que vous pouvez visualiser dans votre tête, puis j'aime le casting et j'aime la répétition, et j'aime toutes les réunions autour de ce que le film devrait être, peut être, pourrait être »,. Fincher admet aussi avoir des tendances autocratiques et aime gérer chaque partie de la production,. Selon son producteur Sigurjón Sighvatsson, « il a toujours été un rebelle… Toujours à défier le statu quo »,.
Connu pour son sens méticuleux du détail et ses qualités de perfectionniste, Fincher effectue des recherches approfondies lors du casting des acteurs pour s'assurer qu'ils conviennent au rôle. « Il est vraiment doué pour trouver le seul détail qui a été oublié. Il en sait plus que quiconque », a déclaré son collaborateur Max Daly. La productrice Laura Ziskin ajoute que Fincher « est tout simplement effrayant d'intelligence, plus intelligent que tous les autres dans la pièce »,. Le réalisateur aborde le montage comme « des problèmes mathématiques complexes »,. Ainsi, Angus Wall, le monteur de Zodiac, a déclaré que le montage était comme « assembler une montre suisse… Toutes les pièces sont si magnifiquement usinées. Il est incroyablement spécifique. Il ne se repose jamais. Et il y a une pureté qui transparaît dans son travail »,.
Lorsqu'il travaille avec des acteurs, Fincher exige un nombre exténuant de prises pour capturer une scène à la perfection,. Par exemple, les acteurs de Zodiac doivent faire plus de soixante-dix prises pour certaines scènes, au grand dam de Jake Gyllenhaal. Rooney Mara doit quant à elle endurer quatre-vingt-dix-neuf prises pour une scène de The Social Network, et déclare que le réalisateur aime mettre les gens au défi,. Une scène de neuf minutes de la série Mindhunter nécessite onze heures de tournage. Interrogé au sujet de cette méthode, Fincher déclare : « Je déteste le sérieux dans l'interprétation… en général, à la 17e prise, le sérieux a disparu », ajoutant qu'il veut qu'une scène soit aussi naturelle et authentique que possible. Certains acteurs apprécient cette approche, affirmant que les ajustements subtils font une grande différence dans le déroulement d'une scène. Cependant, cette approche de la direction d'acteurs ne fait pas l'unanimité, à l'image de R. Lee Ermey qui déclare que « [Fincher] veut des marionnettes. Il ne veut pas d'acteurs qui soient créatifs »,,.
Fincher préfère filmer avec des caméras numériques de la marque RED Digital Cinema, à la lumière naturelle ou préexistante, plutôt que d'utiliser des systèmes d'éclairage élaborés,,. Fincher est également connu pour utiliser des images générées par ordinateur, qui passent le plus souvent inaperçues pour le spectateur. Il ne filme généralement pas à la caméra à l'épaule pendant le tournage, préférant filmer avec une caméra sur trépied. Le réalisateur déclare à ce sujet que « la caméra à l'épaule a une puissante emprise psychologique. Elle signifie quelque chose de spécifique et je ne veux pas obscurcir ce qui se passe avec trop de signification »,. Il expérimente également le mouvement de caméra désincarné, notamment dans Panic Room, où la caméra glisse autour de la maison pour donner l'impression d'une surveillance par un observateur invisible.

### Style
L'un des éléments caractéristiques du style visuel de Fincher est son utilisation du tilt (inclinaison), du pan (panoramique) et du track (suivi de mouvement) en ce qui concerne les mouvements de caméra. Lorsqu'un personnage est en mouvement ou exprime des émotions, la caméra se déplace exactement à la même vitesse et dans la même direction que son corps. Les mouvements sont chorégraphiés avec précision par les acteurs et les caméramans. L'effet qui en résulte permet au public de s'identifier au personnage et de mieux comprendre ses sentiments,. Similairement, dans ses clips musicaux, Fincher estime que les images doivent améliorer l'expérience musicale. Il effectue le montage autour de la voix et laisse la chorégraphie se terminer avant de passer au plan suivant. Les mouvements de caméra sont également synchronisés avec le rythme de la musique. Il privilégie également l'utilisation de plans larges pour mettre en valeur l'environnement d'un personnage.
Certains critiques considèrent Fincher comme un auteur, bien qu'il n'aime pas être associé à ce terme. La plupart de ses films sont influencés par les genres du film noir et du néo-noir, et utilisent de nombreuses techniques de narration. Parmi celles-ci figurent le choix d'une narration non linéaire, l'usage de toiles de fond (backstories), de flashbacks, de préfigurations et de narrateurs. Le style visuel de Fincher inclut également l'utilisation de couleurs monochromes et désaturées comme le bleu, le vert et le jaune, représentant le monde dans lequel évoluent les personnages. Dans Millénium : Les Hommes qui n'aimaient pas les femmes, certaines scènes sont fortement désaturées, effet que Fincher accentue ou atténue en fonction de la scène et des émotions des personnages. Erik Messerschmidt, directeur de la photographie sur Mindhunter, explique ainsi le choix des couleurs de la série : « La série a un aspect vert-jaune désaturé […]. [cela] contribue à donner à la série son aspect d'époque ». Il précise que cet effet est obtenu grâce au chef décorateur, aux costumes et aux lieux de tournage, et pas nécessairement grâce à l'éclairage utilisé sur le plateau. Fincher privilégie également les ombres détaillées et prononcées, ainsi que l'utilisation d'une lumière minimale,. Lorsqu'on l'interroge sur son utilisation d'un éclairage faible, il répond que les lumières vives confèrent à la couleur de la peau un aspect peu naturel. « C'est ainsi que le monde me paraît », déclare-t-il.

### Thèmes
Dans ses films, Fincher aborde les thèmes du martyre, de l'aliénation et de la déshumanisation de la culture moderne. Outre les thèmes plus larges du bien et du mal, ses personnages sont souvent perturbés, insatisfaits et imparfaits, incapables de nouer des relations sociales et souffrant de solitude,. Dans Seven, Zodiac et The Social Network, les thèmes de la pression et de l'obsession sont explorés, conduisant à la chute du personnage. Citant l'historien Frank Krutnik, l'écrivain Piers McCarthy, soutient « que les protagonistes de ces films ne contrôlent pas totalement leurs actions mais sont soumis à des impulsions intérieures plus sombres »,. Dans une interview en 2017, Fincher explique ainsi sa fascination pour les thèmes sinistres : « Il y avait toujours une maison dans tous les quartiers où j'ai vécu et tous les enfants de la rue se demandaient : “Qu'est-ce que ces gens fabriquent ?”. Nous attachons en quelque sorte le sinistre au banal afin de rendre les choses intéressantes… Je pense que c'est aussi parce que pour que quelque chose soit maléfique, il faut presque qu'elle se dissimule sous quelque chose d'autre »,. Fincher déclare un jour : « Je pense que les gens sont pervers. J'ai maintenu cela. C'est le fondement de ma carrière »,.

### Collaborateurs
Au cours de sa carrière, le réalisateur s'est montré très loyal envers ses acteurs et collaborateurs. En tant que réalisateur de clips musicaux, il collabore avec Paula Abdul à cinq reprises, ainsi qu'avec Madonna et Rick Springfield à quatre reprises chacun. Une fois devenu réalisateur de longs métrages, il fait jouer Brad Pitt dans trois de ses films. « À l'écran et dans la vie, Brad est le type ultime… Il est tellement à l'aise avec lui-même », déclare-t-il au sujet de l'acteur. Les acteurs Bob Stephenson, Michael Massee, Christopher John Fields, John Getz, Elias Koteas, Zach Grenier, Charles Dance, Rooney Mara, Jared Leto et Richmond Arquette jouent également dans au moins deux de ses films.

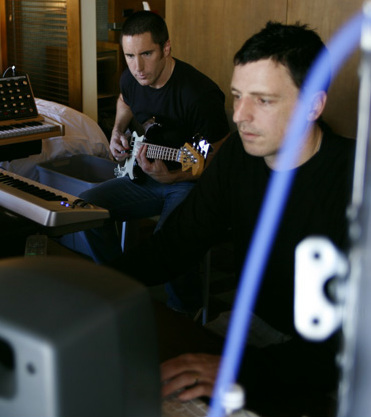
Trent Reznor et Atticus Ross, collaborateurs fréquents de David Fincher.

La musique de Fight Club est composée par les Dust Brothers, qui n'avaient encore jamais composé de musique pour un film. Ils déclarent au sujet de leur collaboration avec Fincher qu'il « ne nous disait pas ce que nous devions faire » ; la seule consigne que le cinéaste leur donne est de faire en sorte que la musique soit aussi bonne que celle du film Le Lauréat (1967). Trent Reznor et Atticus Ross composent la musique de The Social Network, Millénium : Les Hommes qui n'aimaient pas les femmes, Gone Girl et Mank. Les musiciens décrivent leur relation de travail comme « collaborative, respectueuse et inspirante », même si elle « n'est pas devenue plus facile »,. Fincher utilise même un remix de la chanson Closer de Nine Inch Nails, groupe fondé par Reznor, dans le générique de Seven. Howard Shore compose quant à lui les bandes originales de trois films de Fincher : Seven, The Game et Panic Room.
Darius Khondji et Jeff Cronenweth sont les directeurs de la photographie des films de Fincher. Khondji affirme que « Fincher mérite beaucoup de crédit. C'est lui qui m'a poussé à expérimenter et qui m'a amené à aller aussi loin »,. Le réalisateur travaille avec le designer sonore Ren Klyce pour tous ses films depuis 1995, personne en qui il a « une confiance implicite »,. Fincher travaille également avec le monteur Angus Wall depuis 1988. Celui-ci a travaillé sur sept de ses films, et en a monté cinq. Quant au chef décorateur Donald Graham Burt et à l'assistant réalisateur Bob Wagner, ils collaborent tous deux à six reprises avec Fincher. Enfin, la directrice de casting Laray Mayfield travaille avec Fincher depuis plus de vingt ans. Dans une interview de 2010, Fincher indique que « Vous n'êtes pas obligé d'aimer tous vos collaborateurs, mais vous devez les respecter. Et quand vous le faites, quand vous réalisez que les gens apportent des choses à la table qui ne relèvent pas nécessairement de votre expérience, mais si vous vous permettez de vous y associer, cela peut enrichir le contenu que vous allez apporter avec vous dans la salle de montage »,.

## Filmographie

### Réalisateur

#### Cinéma
- 1992 : Alien 3
- 1995 : Seven
- 1997 : The Game
- 1999 : Fight Club
- 2002 : Panic Room
- 2007 : Zodiac
- 2008 : L'Étrange Histoire de Benjamin Button (The Curious Case of Benjamin Button)
- 2010 : The Social Network
- 2011 : Millénium : Les Hommes qui n'aimaient pas les femmes (The Girl with the Dragon Tattoo)
- 2014 : Gone Girl
- 2020 : Mank
- 2023 : The Killer
- 2026 : The Adventures of Cliff Booth

#### Télévision
- 2013 : House of Cards - saison 1, épisodes 1 et 2
- 2017 - 2019 : Mindhunter - saison 1, 4 épisodes / saison 2, 3 épisodes
- 2022 : Love, Death & Robots - volume 3, épisode 2, Mauvais voyage

#### Vidéoclips
- 1984 : Dance This World Away de Rick Springfield
- 1984 : Celebrate Youth de Rick Springfield
- 1984 : Bop Til You Drop de Rick Springfield
- 1985 : Shame de The Motels
- 1985 : Shock de The Motels
- 1986 : All The Love de The Outfield
- 1986 : Every Time You Cry de The Outfield
- 1986 : One Simple Thing de Stabilizers
- 1987 : She Comes On de Wire Train
- 1987 : Should She Cry de Wire Train
- 1987 : Endless Nights de Eddie Money
- 1987 : Downtown Train de Patti Smith
- 1987 : I Don't Mind At All de Bourgeois Tagg
- 1987 : Notorious de  Loverboy
- 1987 : Love Will Rise Again de Loverboy
- 1987 : Johnny B de The Hooters
- 1987 : Storybook Story de Mark Knopfler
- 1987 : Can I Hold You de Colin Hay
- 1987 : No Surrender de The Outfield
- 1987 : Say You Will de Foreigner
- 1987 : Don't Tell Me The Time de Martha Davis
- 1988 : Tell It To the Moon de Martha Davis
- 1988 : Heart of Gold de Johnny Hates Jazz
- 1988 : Englishman in New York de Sting
- 1988 : Shattered Dreams de Johnny Hates Jazz
- 1988 : Get Rhythm de Ry Cooder
- 1988 : Most of All de Jody Watley
- 1988 : Roll With It de Steve Winwood
- 1988 : (It's Just) The Way That You Love Me de Paula Abdul
- 1988 : Holding On de Steve Winwood
- 1989 : Heart de Neneh Cherry
- 1989 : Bamboleo de Gipsy Kings
- 1989 : Straight Up de Paula Abdul
- 1989 : Most Of All de Jody Watley
- 1989 : Real Love de Jody Watley
- 1989 : She's a Mystery to Me de Roy Orbison
- 1989 : Forever Your Girl de Paula Abdul
- 1989 : Express Yourself de Madonna
- 1989 : The End of the Innocence de Don Henley
- 1989 : Cold Hearted de Paula Abdul
- 1989 : (It's Just) The Way That You Love Me de Paula Abdul
- 1989 : Oh Father de Madonna
- 1989 : Janie's Got a Gun de Aerosmith
- 1990 : Vogue de Madonna
- 1990 : Cradle of Love de Billy Idol
- 1990 : L.A. Woman de Billy Idol
- 1990 : Freedom! '90 de George Michael
- 1993 : Bad Girl de Madonna
- 1993 : Who Is It de Michael Jackson
- 1994 : Love Is Strong de The Rolling Stones
- 1996 : 6th Avenue Heartache de The Wallflowers
- 2000 : Judith de A Perfect Circle
- 2005 : Only de Nine Inch Nails
- 2013 : Suit and Tie de Justin Timberlake feat. Jay-Z

### Producteur
- 2001 : The Hire
- 2004 : Les Seigneurs de Dogtown (Lords of Dogtown) de Catherine Hardwicke
- 2006 : Love (et ses petits désastres) (Love and Other Disasters) d'Alek Keshishian
- 2013 - 2018 : House of Cards (série TV)
- 2017 - 2019 : Mindhunter (série TV)
- 2018 : Millénium : Ce qui ne me tue pas (The Girl in the Spider's Web) de Fede Álvarez
- 2019 - présent : Love, Death & Robots (série TV)
- 2021 : Voir (série TV)

### Animation et effets visuels
- 1983 : Twice upon a time de John Korty et Charles Swenson
- 1983 : Star Wars, épisode VI : Le Retour du Jedi (Star Wars, Episode VI: Return of the Jedi) de Richard Marquand
- 1984 : L'Histoire sans fin (Die unendliche Geschichte) de Wolfgang Petersen
- 1984 : Indiana Jones et le Temple maudit (Indiana Jones and the Temple of Doom) de Steven Spielberg
- 1985 : Le Secret de la pyramide  (Young Sherlock Holmes) de Barry Levinson

### Acteur
- 1999 : Dans la peau de John Malkovich (Being John Malkovich) de Spike Jonze : Christopher Bing (non crédité)
- 2001 : Murder by numbers, documentaire de Mike Hodges et Paul Carlin : lui-même (non crédité)
- 2002 : Full Frontal de Steven Soderbergh : lui-même
- 2007 : Dirt, série créée par Matthew Carnahan : lui-même
- 2009 : Logorama, court-métrage de François Alaux, Hervé de Crécy et Ludovic Houplain : Pringles Original (voix)

## Accueil de ses films

### Accueil critique
| Film                                                 | Presse française sur Allociné | Rotten Tomatoes | Metacritic |
| ---------------------------------------------------- | ----------------------------- | --------------- | ---------- |
| Alien³                                               | -                             | 46 %            | 59/100     |
| Seven                                                | 3,6/5                         | 82 %            | 65/100     |
| The Game                                             | 3,5/5                         | 77 %            | 61/100     |
| Fight Club                                           | 2,7/5                         | 79 %            | 66/100     |
| Panic Room                                           | 3,6/5                         | 76 %            | 65/100     |
| Zodiac                                               | 4,1/5                         | 89 %            | 78/100     |
| L'Étrange Histoire de Benjamin Button                | 3,9/5                         | 71 %            | 70/100     |
| The Social Network                                   | 4,4/5                         | 96 %            | 95/100     |
| Millénium : Les Hommes qui n'aimaient pas les femmes | 3,8/5                         | 86 %            | 71/100     |
| Gone Girl                                            | 4,0/5                         | 87 %            | 79/100     |
| Mank                                                 | 4,4/5                         | 83 %            | 79/100     |
| The Killer                                           | 3,9/5                         | 85 %            | 73/100     |
| Moyenne                                              | 3,8/5                         | 80 %            | 72/100     |

### Box-office
| Film                                                        | Budget         | Recettes au box-office | Recettes au box-office | Recettes au box-office |
| Film                                                        | Budget         | États-Unis             | France                 | Monde                  |
| ----------------------------------------------------------- | -------------- | ---------------------- | ---------------------- | ---------------------- |
| Alien³ (1992)                                               | 50 millions $  | 55 473 545 $           | 1 652 838 entrées      | 159 814 498 $          |
| Seven (1995)                                                | 33 millions $  | 100 125 643 $          | 4 954 781 entrées      | 327 333 559 $          |
| The Game (1997)                                             | 50 millions $  | 48 323 648 $           | 1 204 544 entrées      | 109 423 648 $          |
| Fight Club (1999)                                           | 63 millions $  | 37 030 102 $           | 1 093 106 entrées      | 101 209 593 $          |
| Panic Room (2002)                                           | 48 millions $  | 96 397 334 $           | 1 324 402 entrées      | 197 079 546 $          |
| Zodiac (2007)                                               | 65 millions $  | 33 080 084 $           | 1 204 544 entrées      | 84 785 914 $           |
| L'Étrange Histoire de Benjamin Button (2009)                | 150 millions $ | 127 509 326 $          | 2 595 615 entrées      | 335 802 786 $          |
| The Social Network (2010)                                   | 40 millions $  | 96 962 694 $           | 1 494 682 entrées      | 224 920 315 $          |
| Millénium : Les Hommes qui n'aimaient pas les femmes (2011) | 90 millions $  | 102 515 793 $          | 1 080 239 entrées      | 232 617 430 $          |
| Gone Girl (2014)                                            | 61 millions $  | 167 767 189 $          | 1 901 279 entrées      | 369 330 363 $          |
| Mank (2020)                                                 | 25 millions $  | NC                     | NC                     | 99 752 $               |
| The Killer (2023)                                           | NC             | NC                     | NC                     | 455 301 $              |
| Total                                                       | 675 millions $ | 865 185 358 $          | 18 324 360 entrées     | 2 142 872 705 $        |

- Sources : JPBox-Office.com[177] et Box Office Mojo[178].
- Légendes : Budget (entre 1 et 50 M$, entre 50 et 100 M$ et plus de 100 M$), États-Unis (entre 1 et 50 M$, entre 50 et 100 M$ et plus de 100 M$), France (entre 1 et 1,5 M d'entrées, entre 1,5 et 2 M d'entrées et plus de 2 M d'entrées) et Monde (entre 50 et 150 M$, entre 150 et 250 M$ et plus de 250 M$).

## Distinctions
Tim Walker, de The Independent, fait l'éloge du travail de Fincher, déclarant que « ses représentations de la psyché moderne ont une puissance et une précision que peu de cinéastes peuvent égaler »,. En 2003, Fincher est classé à la 39e place des 40 meilleurs réalisateurs de The Guardian. En 2012, The Guardian le cite à nouveau dans son classement des 23 meilleurs réalisateurs au monde, saluant « sa capacité à tenir la tonalité et la tension »,. En 2016, Zodiac et The Social Network figurent dans la liste des 100 plus grands films du XXIe siècle établie par la BBC. Outre ses films, Fincher est souvent reconnu pour avoir réalisé des clips musicaux d'une grande créativité,,.

### Récompenses
| Année | Cérémonie                                         | Catégorie                                                 | Œuvre                                       |
| ----- | ------------------------------------------------- | --------------------------------------------------------- | ------------------------------------------- |
| 1989  | MTV Video Music Awards                            | Meilleure réalisation                                     | Express Yourself de Madonna                 |
| 1990  | MTV Video Music Awards                            | Meilleure réalisation                                     | Vogue de Madonna                            |
| 1995  | Grammy Awards                                     | Meilleur clip                                             | Love Is Strong des Rolling Stones           |
| 2008  | National Board of Review                          | Meilleur réalisateur                                      | L'Étrange Histoire de Benjamin Button       |
| 2009  | Vancouver Film Critics Circle                     | Meilleur réalisateur                                      | L'Étrange Histoire de Benjamin Button       |
| 2009  | London Film Critics Circle                        | Réalisateur de l'année                                    | L'Étrange Histoire de Benjamin Button       |
| 2010  | National Board of Review                          | Meilleur réalisateur                                      | The Social Network                          |
| 2010  | Washington DC Area Film Critics Association       | Meilleur réalisateur                                      | The Social Network                          |
| 2010  | New York Film Critics Circle                      | Meilleur réalisateur                                      | The Social Network                          |
| 2010  | Toronto Film Critics Association                  | Meilleur réalisateur                                      | The Social Network                          |
| 2010  | Dallas-Fort Worth Film Critics Association Awards | Meilleur réalisateur                                      | The Social Network                          |
| 2010  | Chicago Film Critics Association                  | Meilleur réalisateur                                      | The Social Network                          |
| 2010  | St. Louis Film Critics Association                | Meilleur réalisateur                                      | The Social Network                          |
| 2011  | Online Film Critics Society                       | Meilleur réalisateur                                      | The Social Network                          |
| 2011  | Vancouver Film Critics Circle                     | Meilleur réalisateur                                      | The Social Network                          |
| 2011  | London Film Critics Circle                        | Réalisateur de l'année                                    | The Social Network                          |
| 2011  | Critics' Choice Movie Awards                      | Meilleure réalisation                                     | The Social Network                          |
| 2011  | Golden Globes                                     | Meilleure réalisation                                     | The Social Network                          |
| 2011  | BAFTA Awards                                      | Meilleure réalisation                                     | The Social Network                          |
| 2013  | MTV Video Music Awards                            | Meilleure réalisation                                     | Suit & Tie de Justin Timberlake feat. Jay-Z |
| 2013  | Emmy Awards                                       | Meilleure réalisation pour une série télévisée dramatique | House of Cards                              |
| 2014  | Grammy Awards                                     | Meilleur clip                                             | Suit & Tie de Justin Timberlake feat. Jay-Z |
| 2019  | Emmy Awards                                       | Meilleur programme d'animation de format court            | Love, Death & Robots                        |
| 2021  | Emmy Awards                                       | Meilleur programme d'animation de format court            | Love, Death & Robots                        |
| 2023  | César du cinéma                                   | César d'honneur                                           |                                             |

### Nominations et sélections
| Année | Cérémonie                                         | Catégorie                                                 | Œuvre                                                |
| ----- | ------------------------------------------------- | --------------------------------------------------------- | ---------------------------------------------------- |
| 1989  | MTV Video Music Awards                            | Meilleure réalisation                                     | Real Love de Jody Watley                             |
| 1989  | MTV Video Music Awards                            | Meilleure réalisation                                     | Roll with It de Steve Winwood                        |
| 1990  | MTV Video Music Awards                            | Meilleure réalisation                                     | The End of the Innocence de Don Henley               |
| 1990  | MTV Video Music Awards                            | Meilleure réalisation                                     | Janie's Got a Gun de Aerosmith                       |
| 1991  | Grammy Awards                                     | Meilleur clip                                             | Oh Father de Madonna                                 |
| 1991  | MTV Video Music Awards                            | Meilleure réalisation                                     | Freedom! '90 de George Michael                       |
| 1992  | Prix Hugo                                         | Meilleure présentation dramatique                         | Alien³                                               |
| 1993  | Saturn Awards                                     | Meilleure réalisation                                     | Alien³                                               |
| 1996  | Saturn Awards                                     | Meilleure réalisation                                     | Seven                                                |
| 1999  | Mostra de Venise                                  | Sélection officielle, hors-compétition                    | Fight Club                                           |
| 2000  | Online Film Critics Society                       | Meilleur réalisateur                                      | Fight Club                                           |
| 2007  | Chicago Film Critics Association                  | Meilleur réalisateur                                      | Zodiac                                               |
| 2007  | Toronto Film Critics Association                  | Meilleur réalisateur                                      | Zodiac                                               |
| 2007  | Festival de Cannes                                | Palme d'or                                                | Zodiac                                               |
| 2008  | Online Film Critics Society                       | Meilleur réalisateur                                      | Zodiac                                               |
| 2008  | London Film Critics Circle                        | Réalisateur de l'année                                    | Zodiac                                               |
| 2008  | Empire Awards                                     | Meilleure réalisation                                     | Zodiac                                               |
| 2008  | New York Film Critics Circle                      | Meilleur réalisateur                                      | L'Étrange Histoire de Benjamin Button                |
| 2008  | Dallas-Fort Worth Film Critics Association Awards | Meilleur réalisateur                                      | L'Étrange Histoire de Benjamin Button                |
| 2008  | Chicago Film Critics Association                  | Meilleur réalisateur                                      | L'Étrange Histoire de Benjamin Button                |
| 2009  | Critics' Choice Movie Awards                      | Meilleure réalisation                                     | L'Étrange Histoire de Benjamin Button                |
| 2009  | Golden Globes                                     | Meilleure réalisation                                     | L'Étrange Histoire de Benjamin Button                |
| 2009  | Online Film Critics Society                       | Meilleur réalisateur                                      | L'Étrange Histoire de Benjamin Button                |
| 2009  | Directors Guild of America Awards                 | Meilleure réalisation pour un film                        | L'Étrange Histoire de Benjamin Button                |
| 2009  | BAFTA Awards                                      | Meilleure réalisation                                     | L'Étrange Histoire de Benjamin Button                |
| 2009  | Oscars du cinéma                                  | Meilleur réalisateur                                      | L'Étrange Histoire de Benjamin Button                |
| 2009  | Saturn Awards                                     | Meilleure réalisation                                     | L'Étrange Histoire de Benjamin Button                |
| 2010  | San Diego Film Critics Society                    | Meilleur réalisateur                                      | The Social Network                                   |
| 2011  | Directors Guild of America Awards                 | Meilleure réalisation pour un film                        | The Social Network                                   |
| 2011  | Oscars du cinéma                                  | Meilleur réalisateur                                      | The Social Network                                   |
| 2011  | Empire Awards                                     | Meilleure réalisation                                     | The Social Network                                   |
| 2012  | Directors Guild of America Awards                 | Meilleure réalisation pour un film                        | Millénium : Les Hommes qui n'aimaient pas les femmes |
| 2013  | Emmy Awards                                       | Meilleure série télévisée dramatique                      | House of Cards                                       |
| 2014  | Producers Guild of America Award                  | Meilleure série télévisée dramatique                      | House of Cards                                       |
| 2014  | Directors Guild of America Awards                 | Meilleure réalisation pour une série télévisée dramatique | House of Cards                                       |
| 2014  | BAFTA Awards                                      | Meilleure série internationale                            | House of Cards                                       |
| 2014  | Emmy Awards                                       | Meilleure série télévisée dramatique                      | House of Cards                                       |
| 2014  | Washington DC Area Film Critics Association       | Meilleur réalisateur                                      | Gone Girl                                            |
| 2014  | Dallas-Fort Worth Film Critics Association Awards | Meilleur réalisateur                                      | Gone Girl                                            |
| 2014  | Chicago Film Critics Association                  | Meilleur réalisateur                                      | Gone Girl                                            |
| 2014  | San Diego Film Critics Society                    | Meilleur réalisateur                                      | Gone Girl                                            |
| 2015  | Golden Globes                                     | Meilleure réalisation                                     | Gone Girl                                            |
| 2015  | Critics' Choice Movie Awards                      | Meilleure réalisation                                     | Gone Girl                                            |
| 2015  | Producers Guild of America Award                  | Meilleure série télévisée dramatique                      | House of Cards                                       |
| 2015  | Satellite Awards                                  | Meilleure réalisation                                     | Gone Girl                                            |
| 2015  | BAFTA Awards                                      | Meilleure série internationale                            | House of Cards                                       |
| 2015  | Emmy Awards                                       | Meilleure série télévisée dramatique                      | House of Cards                                       |
| 2016  | Producers Guild of America Award                  | Meilleure série télévisée dramatique                      | House of Cards                                       |
| 2016  | Emmy Awards                                       | Meilleure série télévisée dramatique                      | House of Cards                                       |
| 2017  | Producers Guild of America Award                  | Meilleure série télévisée dramatique                      | House of Cards                                       |
| 2017  | Emmy Awards                                       | Meilleure série télévisée dramatique                      | House of Cards                                       |
| 2020  | Dallas-Fort Worth Film Critics Association Awards | Meilleur réalisateur                                      | Mank                                                 |
| 2021  | London Film Critics Circle                        | Réalisateur de l'année                                    | Mank                                                 |
| 2021  | Satellite Awards                                  | Meilleure réalisation                                     | Mank                                                 |
| 2021  | Vancouver Film Critics Circle                     | Meilleur réalisateur                                      | Mank                                                 |
| 2021  | Golden Globes                                     | Meilleure réalisation                                     | Mank                                                 |
| 2021  | Critics' Choice Movie Awards                      | Meilleure réalisation                                     | Mank                                                 |
| 2021  | Directors Guild of America Awards                 | Meilleure réalisation pour un film                        | Mank                                                 |
| 2021  | Oscars du cinéma                                  | Meilleur réalisateur                                      | Mank                                                 |
| 2023  | Mostra de Venise                                  | Lion d'or                                                 | The Killer                                           |

### Distinctions reçues par ses films
| Année | Film                                                 | Oscars du cinéma | Oscars du cinéma | BAFTA       | BAFTA       | Golden Globes | Golden Globes |
| Année | Film                                                 | Nominations      | Récompenses      | Nominations | Récompenses | Nominations   | Récompenses   |
| ----- | ---------------------------------------------------- | ---------------- | ---------------- | ----------- | ----------- | ------------- | ------------- |
| 1992  | Alien³                                               | 1                |                  | 1           |             |               |               |
| 1995  | Seven                                                | 1                |                  | 1           |             |               |               |
| 1999  | Fight Club                                           | 1                |                  |             |             |               |               |
| 2008  | L'Étrange Histoire de Benjamin Button                | 13               | 3                | 11          | 3           | 5             |               |
| 2010  | The Social Network                                   | 8                | 3                | 6           | 3           | 6             | 4             |
| 2011  | Millénium : Les Hommes qui n'aimaient pas les femmes | 5                | 1                | 2           |             | 2             |               |
| 2014  | Gone Girl                                            | 1                |                  | 2           |             | 4             |               |
| 2020  | Mank                                                 | 10               | 2                | 6           | 1           | 6             |               |
| Total | Total                                                | 40               | 9                | 29          | 7           | 23            | 4             |

### Acteurs nommés aux Oscars grâce à ses films
| Année                                             | Acteur           | Film                                                 | Résultat   |
| ------------------------------------------------- | ---------------- | ---------------------------------------------------- | ---------- |
| Oscar du meilleur acteur                          |                  |                                                      |            |
| 2008                                              | Brad Pitt        | L'Étrange Histoire de Benjamin Button                | Nomination |
| 2010                                              | Jesse Eisenberg  | The Social Network                                   | Nomination |
| 2020                                              | Gary Oldman      | Mank                                                 | Nomination |
| Oscar de la meilleure actrice                     |                  |                                                      |            |
| 2011                                              | Rooney Mara      | Millénium : Les Hommes qui n'aimaient pas les femmes | Nomination |
| 2014                                              | Rosamund Pike    | Gone Girl                                            | Nomination |
| Oscar de la meilleure actrice dans un second rôle |                  |                                                      |            |
| 2008                                              | Taraji P. Henson | L'Étrange Histoire de Benjamin Button                | Nomination |
| 2020                                              | Amanda Seyfried  | Mank                                                 | Nomination |